# SCAT

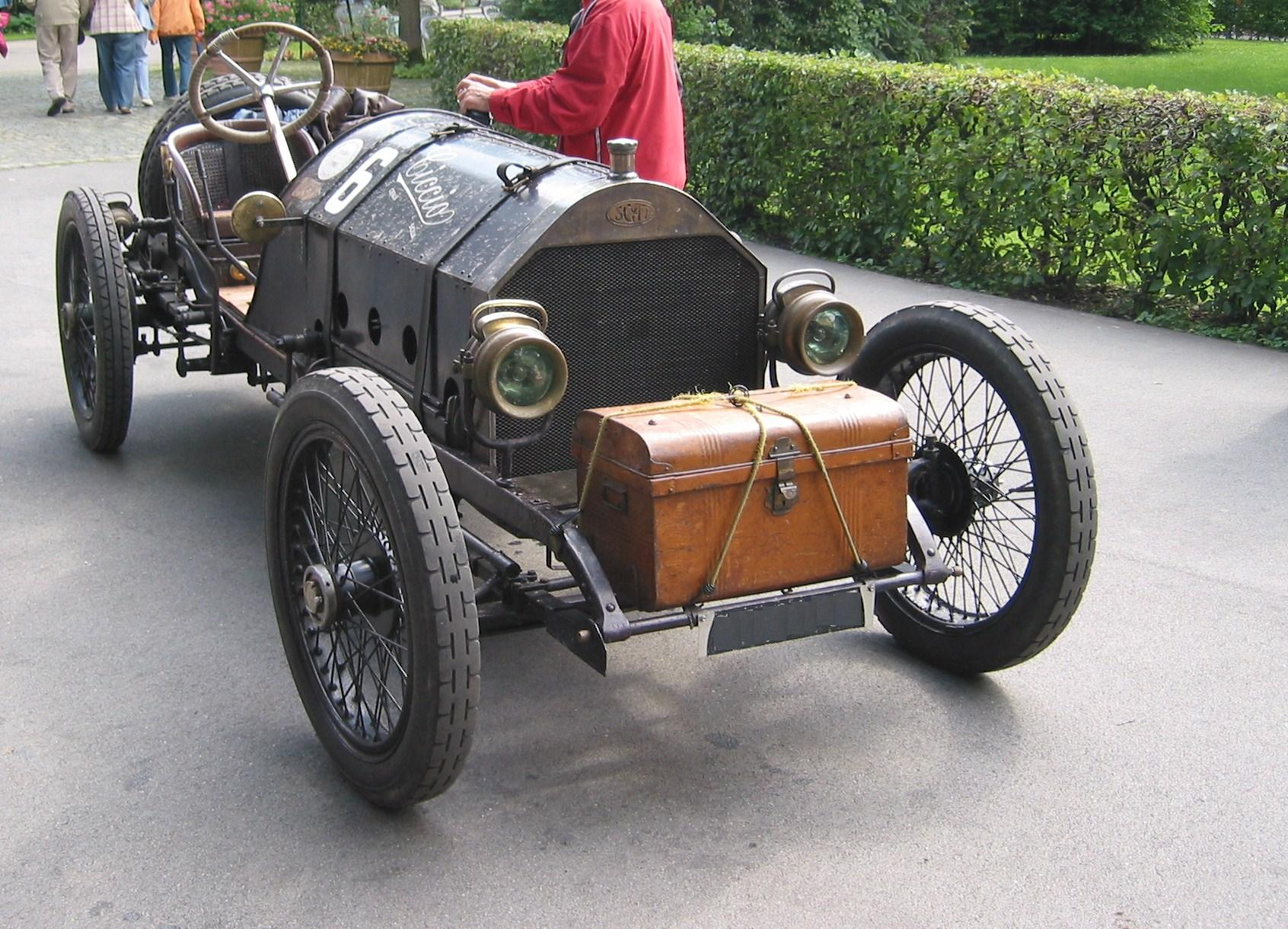
SCAT en el cual Ernesto Ceirano ganó la Targa Florio de 1911

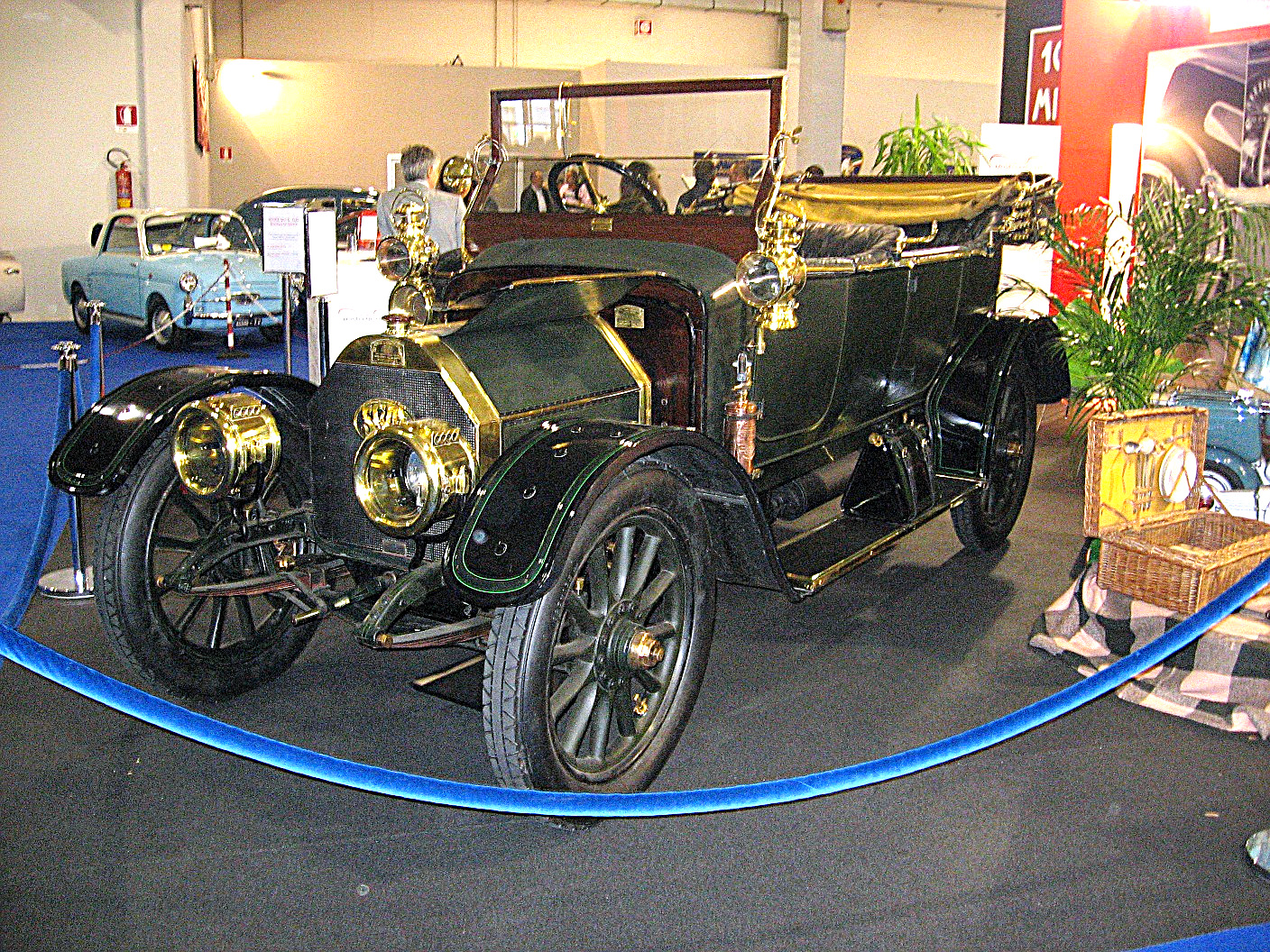
SCAT 15/20HP

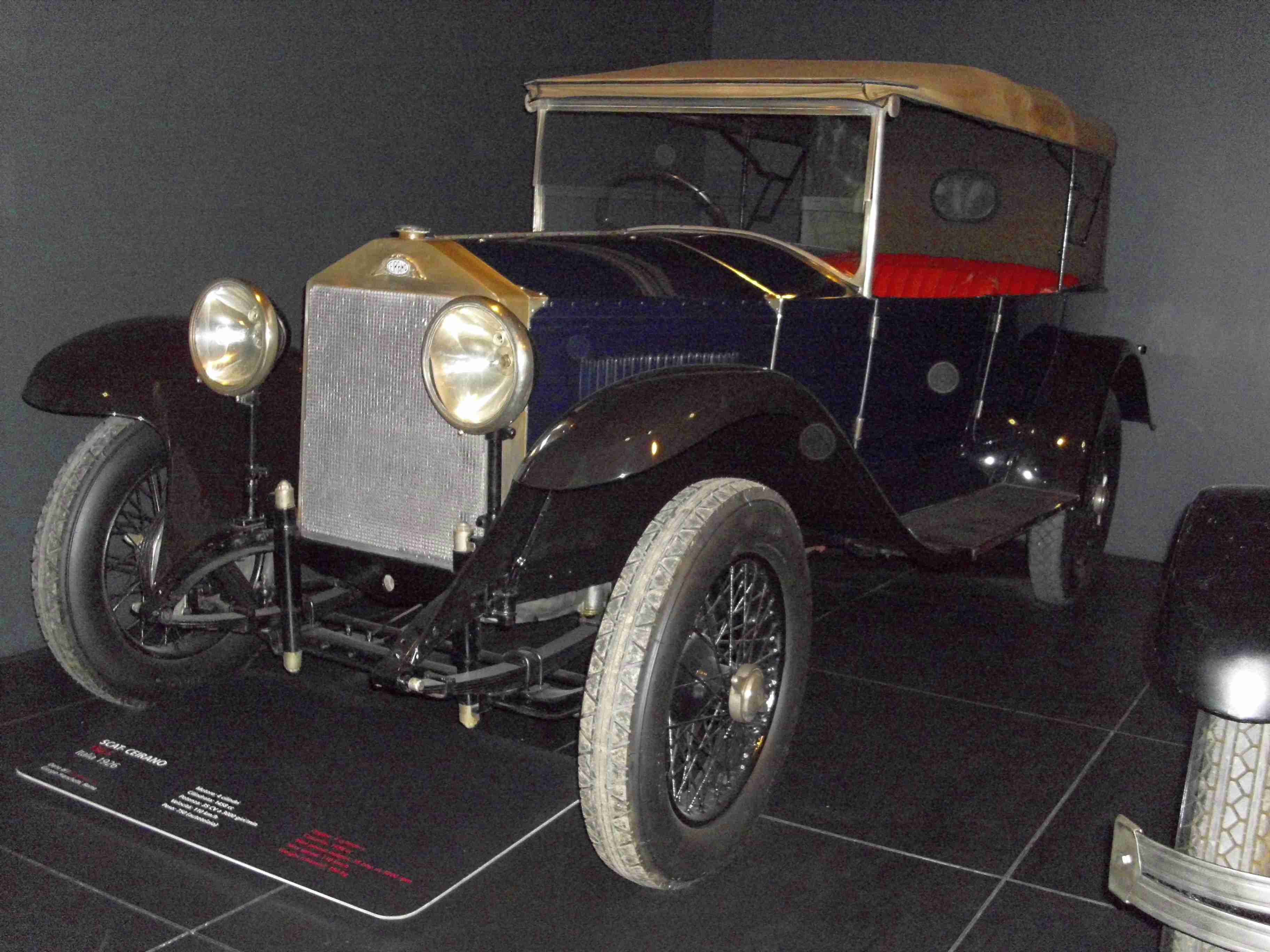
SCAT Ceirano Tipo 150 "Ceiranina"

SCAT (acrónimo de Società Ceirano Automobili Torino) fue una empresa italiana fabricante de automóviles. Fundada en julio de 1906 en Turín por Giovanni Ceirano, la empresa permaneció activa hasta 1923, cuando se fusionó con la Ceirano Fabbrica Automobili para dar lugar a la SCAT-Ceirano. La nueva empresa nacida de la fusión permaneció activa vendiendo sus productos bajo la marca Ceirano hasta que en 1932 fue adquirida por el también turinés grupo Fiat S.p.A.

## Historia

### Inicios
Después de fundar la Giovanni Ceirano Junior, Giovanni Ceirano se desvincula progresivamente de esa empresa y funda en 1906 la SCAT. Se establece en la esquina formada por Corso Madama Cristina y Corso Raffaello, en Turín, donde trabajan inicialmente 150 trabajadores. Su capital inicial es de 600.000 liras. El primer año se fabrican más de un centenar de los modelos 12 HP y 16 HP. Ambos modelos con transmisión cardánica, que se convertiría en una característica de todos los modelos de SCAT.

### Expansión
Ocho años después la fábrica se muestra insuficiente por lo que entre 1912 y 1913 se construye una nueva fábrica de estilo modernista en Corso Francia 142 (actual Piazza Rivoli 4) de la misma ciudad. La nueva fábrica se inaugura el 1 de enero de 1914 y ese mismo año toda la producción se trasladará allí. La nueva fábrica tiene 40.000 metros cuadrados y 600 trabajadores. Con la entrada de Italia en guerra, comenzó a producir vehículos comerciales para fines bélicos y a realizar estudios para la construcción de motores de aviones bajo licencia Hispano-Suiza. En 1917 Giovanni Ceirano vende casi todas sus acciones de la SCAT a un grupo de inversores extranjeros encabezado por Henri Brasier relacionados con la Hispano-Suiza para crear junto a su hijo la Ceirano Fabbrica Automobili. Con el cambio de propietarios las instalaciones de la SCAT fueron usadas para fabricar motores para aviones y cesa la producción de automóviles. En 1918 Ceirano se desvincula de la SCAT.
Tras la Primera Guerra Mundial, la SCAT sufre las consecuencias de la reconversión a la industria de paz y las huelgas de los trabajadores. Debido a ello en 1923 su capital se redujo a 14.000 liras.

### La vuelta de Ceirano
En 1923 Giovanni Ceirano, que a la vez que gestionaba la Ceirano Fabbrica Automobili había ido recuperando acciones de la SCAT, consigue una participación mayoritaria. El 25 de agosto de 1923 aumenta el capital de la SCAT a 700.000 liras y al mismo tiempo efectúa la fusión de la Ceirano Fabbrica Automobili en la SCAT dando lugar a la SCAT-Ceirano. Desde ese momento sus productos se venderán con la marca Ceirano. A finales del año 1923 se liquída la Ceirano Fabbrica Automobili y aumenta el capital social de la SCAT a 2.800.000 liras.

### Los últimos años
El 30 de marzo de 1923 la asamblea de accionistas de la SCAT aprueba adoptar la marca Ceirano para sus automóviles y aumenta el capital social de la empresa a 7.000.000 de liras.
En 1928 el desplome de las exportaciones puso a la empresa en serias dificultades. Debido a ello en 1929 el también turinés grupo Fiat S.p.A. adquiere una participación mayoritaria en la empresa y nombra a Giovanni Ceirano administrador delegado, cargo que abandonó en marzo de 1931. La empresa permanece durante esos años fabricando vehículos industriales y finalizando las series de automóviles en producción. En 1932 se liquída la sociedad y sus actividades son absorbida por la SPA, empresa que creó Matteo Ceirano, hermano de Giovanni, absorbida en 1926 también por el grupo Fiat. En 1935 el ejército italiano requísa las fábricas de la SCAT.

## Palmarés
En el departamento deportivo de la SCAT se produjeron algunos de los automóviles que compitieron en las más famosas carreras de la época como la Targa Florio, la Parma-Poggio di Berceto o el Giro di Sicilia. En 1911, 1912 y 1914 tres automóviles SCAT lograron la victoria en la Targa Florio. En 1911 y 1914 pilotando Giovanni "Ernesto" Ceirano, hijo de Giovanni Ceirano. En 1914 pilotando Cyril Snipe.

## Automóviles
Durante los 26 años de existencia de la sociedad se fabricaron 19 modelos diferentes. En la siguiente tabla se especifican sus principales características:
| Inicio | Fin  | Nombre                           | Bloque     | Cilindros   | Desplazamiento      |
| ------ | ---- | -------------------------------- | ---------- | ----------- | ------------------- |
| 1906   | 1909 | SCAT 12-16 HP                    | Bibloque   | 4 cilindros | 2724 cc (85 x 120)  |
| 1907   | 1909 | SCAT 16-20 HP                    | Bibloque   | 4 cilindros | 3190 cc (92 x 120)  |
| 1907   | 1909 | SCAT 22-32 HP                    | Bibloque   | 4 cilindros | 3770 cc (100 x 120) |
| 1910   | 1911 | SCAT 22-32 HP                    | Bibloque   | 4 cilindros | 4398 cc (100 x 140) |
| 1912   | 1914 | SCAT 15-20 HP                    | Monobloque | 4 cilindros | 2951 cc (85 x 130)  |
| 1910   | 1911 | SCAT 15-20 HP                    | Monobloque | 4 cilindros | 2724 cc (85 x 120)  |
| 1912   | 1920 | SCAT 25-35 HP                    | Monobloque | 4 cilindros | 4712 cc (100 x 150) |
| 1912   | 1915 | SCAT 60-75 HP                    | Monobloque | 4 cilindros | 6284 cc (100 x 250) |
| 1914   | 1920 | SCAT 12-18 HP                    | Monobloque | 4 cilindros | 2120 cc (75 x 120)  |
| 1915   | 1916 | SCAT 18-30 HP                    | Monobloque | 4 cilindros | 3563 cc (90 x 140)  |
| 1921   | 1921 | SCAT 18-25 HP                    | Monobloque | 4 cilindros | 2120 cc (75 x 120)  |
| 1922   | 1922 | SCAT 18-25 HP                    | Monobloque | 4 cilindros | 2220 cc (76 x 125)  |
| 1922   | 1922 | SCAT 18-25 HP                    | Monobloque | 6 cilindros | 2218 cc (64 x 115)  |
| 1921   | 1921 | SCAT 30-40 HP                    | Monobloque | 4 cilindros | 4712 cc (100 x 150) |
| 1921   | 1921 | SCAT 120 HP Corsa                | Monobloque | 4 cilindros | 9236 cc (140 x 150) |
| 1922   | 1922 | SCAT 12-16 HP                    | Monobloque | 4 cilindros | 1551 cc (67 x 110)  |
| 1922   | 1922 | SCAT 20-30 HP                    | Monobloque | 4 cilindros | 2951 cc (85 x 130)  |
| 1924   | 1928 | SCAT Ceirano N 150 ("Ceiranina") | Monobloque | 4 cilindros | 1458 cc (65 x 110)  |
| 1924   | 1931 | SCAT Ceirano S 150               | Monobloque | 4 cilindros | 1458 cc (65 x 110)  |
| 1926   | 1928 | SCAT Ceirano 250                 | Monobloque | 4 cilindros | 2297 cc (75 x 130)  |